# Jackson (Missouri)
|  | Dieser Artikel wurde aufgrund von inhaltlichen Mängeln auf der Qualitätssicherungsseite des Projektes USA eingetragen. Hilf mit, die Qualität dieses Artikels auf ein akzeptables Niveau zu bringen, und beteilige dich an der Diskussion! Eine nähere Beschreibung der zu behebenden Mängel fehlt. |

Jackson ist eine Stadt mit 15.481 Einwohnern (2020) im US-Bundesstaat Missouri. Sie liegt 15 km nordwestlich von Cape Girardeau, 101 km nordwestlich von Paducah, 55 km südwestlich von Carbondale, 80 km südöstlich von Farmington und 145 km südöstlich von St. Louis in deren Ballungsraum und gehört zum Cape Girardeau County.

## Persönlichkeiten
- Lowndes Henry Davis (1836–1920), Politiker, Vertreter von Missouri im US-Repräsentantenhaus
- Earres Prince (1896–1957), Jazzpianist
- Monica Collingwood (1908–1989), Filmeditorin
- Louis C. Wagner Jr. (1932–2025), General der US Army
- Russell Lande (* 1951), Genetiker und Evolutionsbiologe